# Azteca 7
Azteca 7, est une chaîne de télévision mexicaine de TV Azteca.